# Wiechlina łąkowa
Wiechlina łąkowa (Poa pratensis L.) – gatunek rośliny z rodziny wiechlinowatych (Poaceae). Jest szeroko rozprzestrzeniony na półkuli północnej – rośnie w Europie, Azji (sięgając na południowym wschodzie po Jawę i Nową Gwineę), Ameryce Północnej. Jako gatunek introdukowany rośnie w północnej i południowej Afryce, w Ameryce Południowej i w Australii. W Polsce rośnie dziko na całym niżu i w niższych położeniach górskich i jest rośliną pospolitą. Jest także rośliną uprawną.

## Morfologia

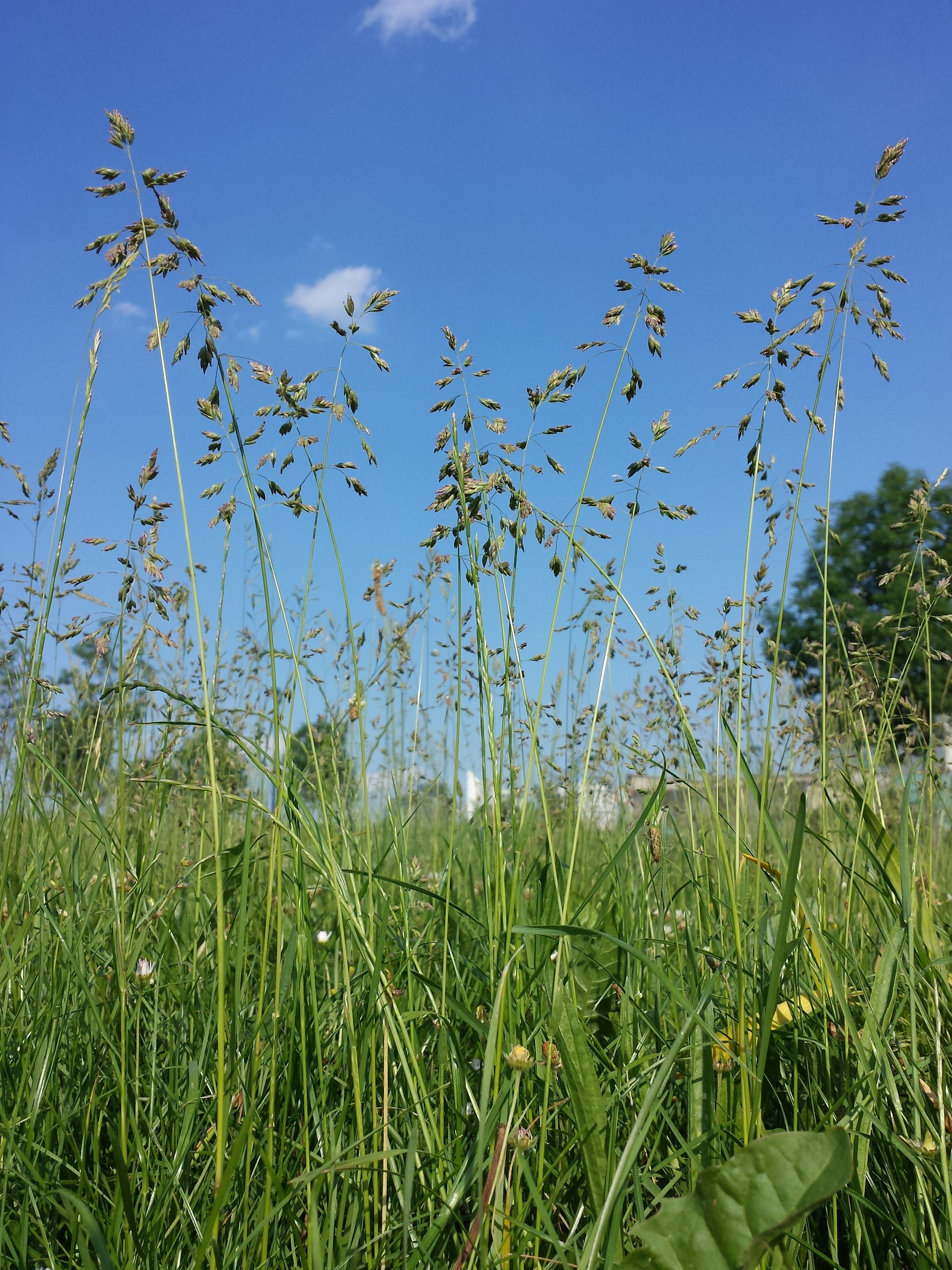
Pokrój

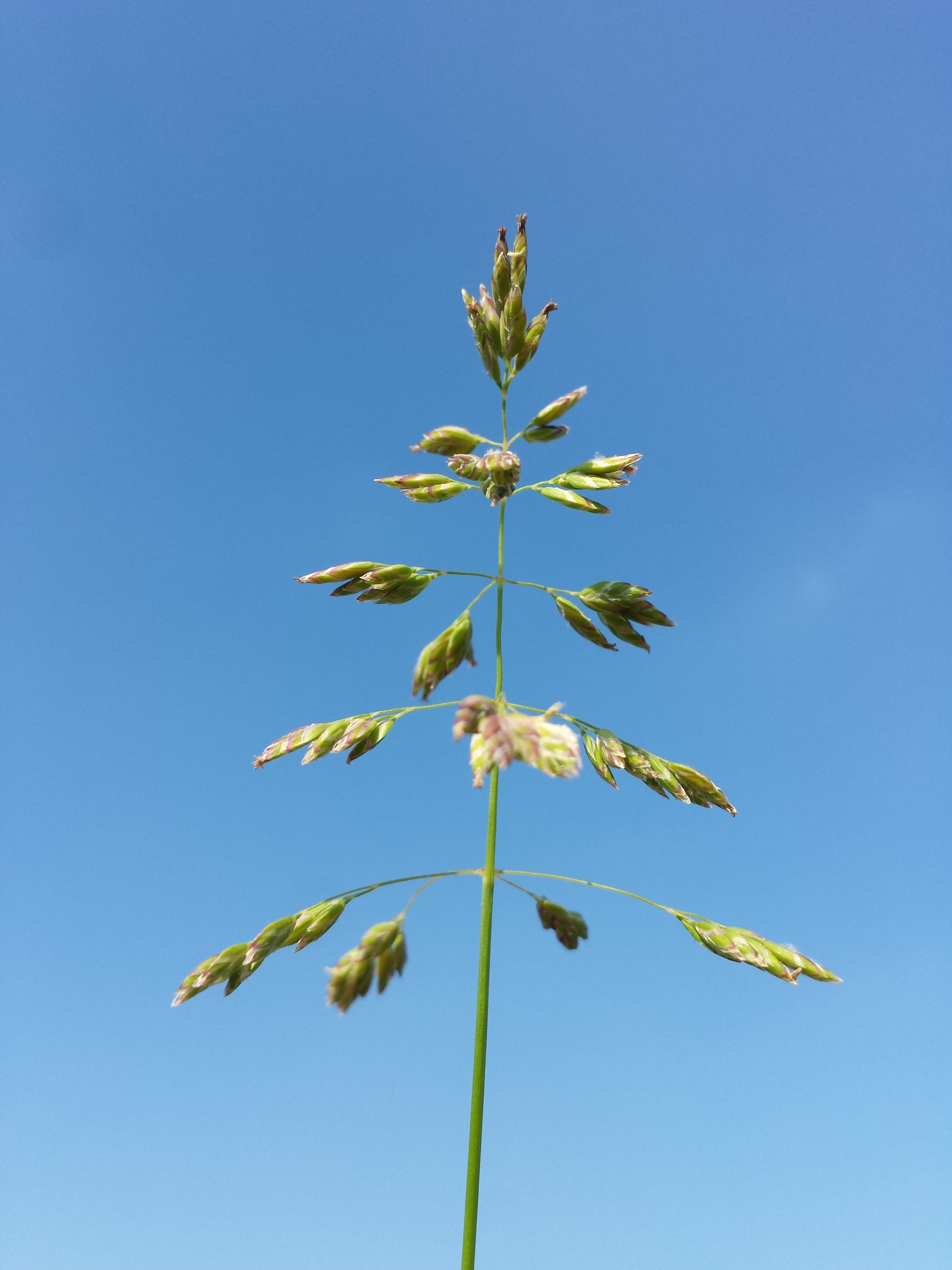
Kwiatostan

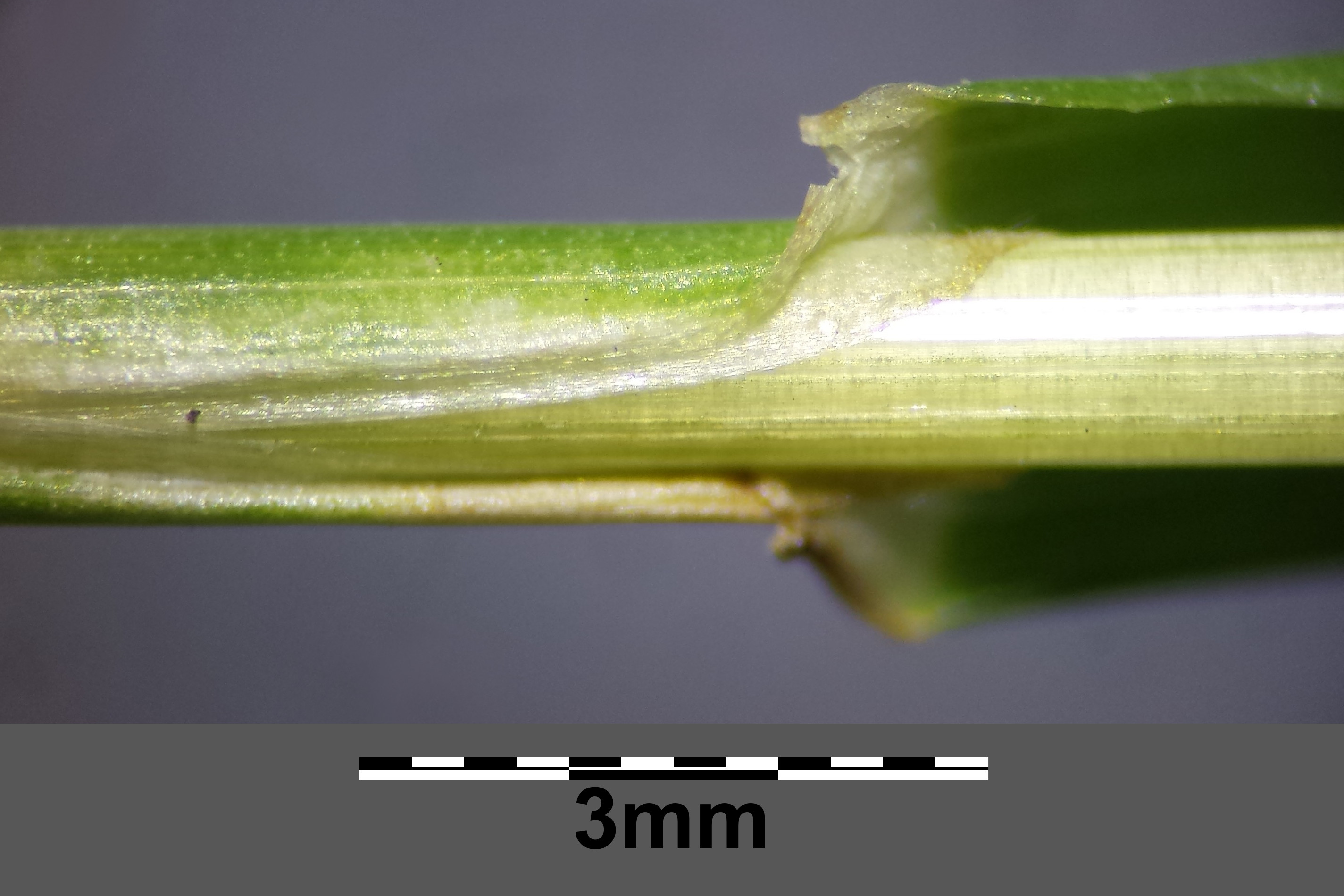
Nasada blaszki

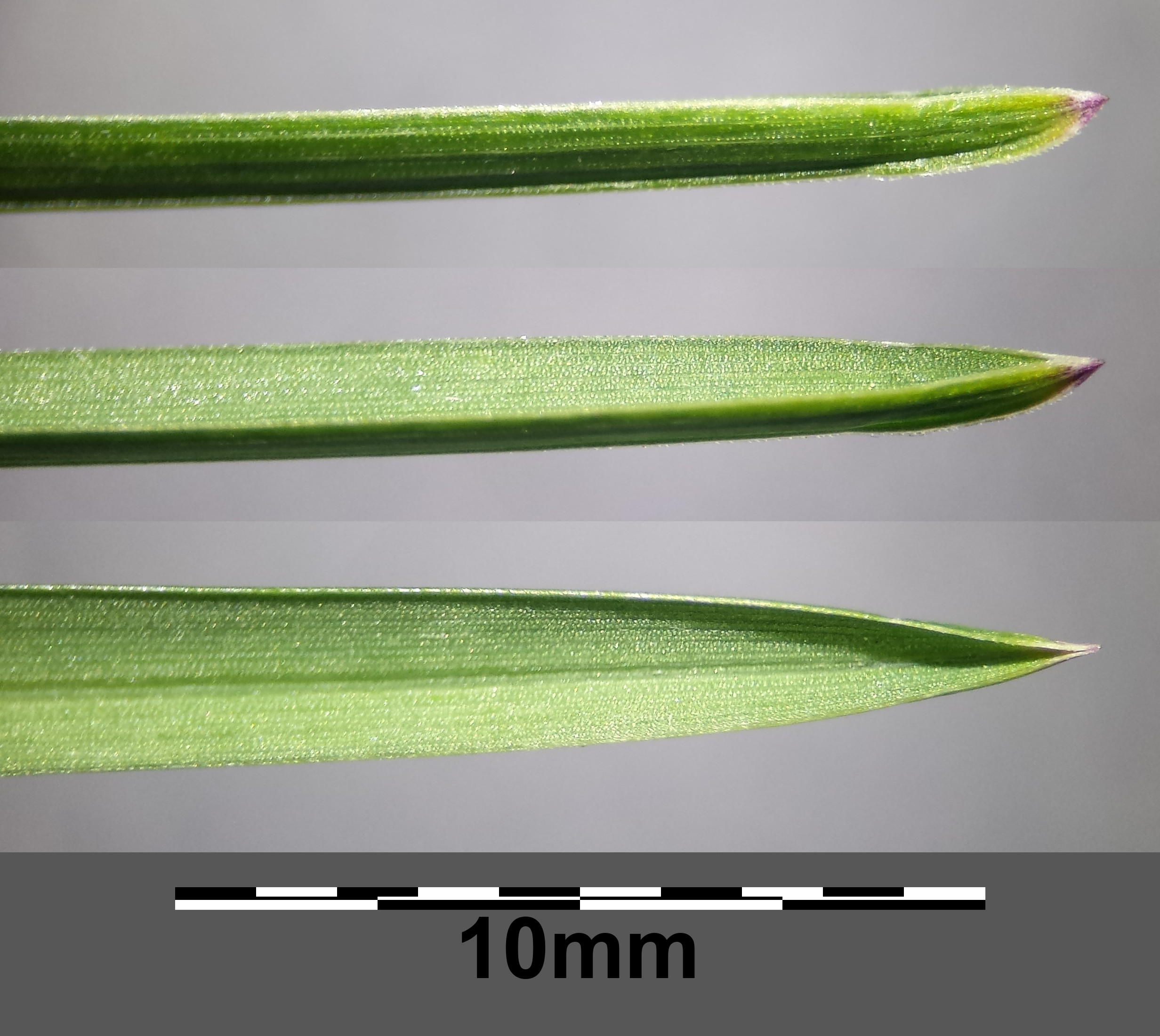
Wierzchołek blaszki

PokrójWysokość 20–70 cm, czasem wyższa, rozłogowo-kępkowa. Roślina wieloletnia. Wytwarza liczne rozłogi tworzące gęstą i równą darń. Na źdźble występują liczne martwe pochwy liściowe.
LiścieBlaszki liściowe, ciemnozielone, o długości ok. 20 cm, obficie unerwione z charakterystycznymi rowkami wzdłuż nerwu środkowego. U podstawy liścia występuje krótki, ucięty lub zaokrąglony języczek.
KwiatyKwiatostan w postaci wiechy o długości ok. 20 cm. Wiecha w okresie kwitnienia jest rozpierzchła, potem ścieśnia się. Z drobnych, jajowatych, brunatnych kłosków wyrasta od 2 do 5 żółtych kwiatków o plewach równej długości. Znamiona słupka piórkowate, pylniki niebieskawe. Okres kwitnienia - od maja do sierpnia.
OwoceOplewione ziarniaki o barwie szarawej, szerokości do 1 mm i długości do 4 mm.

## Ekologia
Porasta łąki i zarośla. Pospolita trawa niezbyt wilgotnych terenów niżowych. W górach rośnie aż po piętro kosówki. Hemikryptofit. 
W klasyfikacji zbiorowisk roślinnych gatunek charakterystyczny dla Cl. Molinio-Arrhenatheretea.

## Systematyka i zmienność
Tworzy mieszańce z wiechliną spłaszczoną i wiechliną zwyczajną.

## Zastosowanie
Trawa uprawna o bardzo dobrych właściwościach pastewnych. Stosowana na średnio wilgotne łąki, pastwiska oraz inne użytki zielone, takie jak trawniki czy obiekty sportowe, często w mieszance z nasionami innych traw.